# Trisulcoentomozoe
Trisulcoentomozoe is een geslacht van uitgestorven kreeftachtigen uit de klasse van de Ostracoda (mosselkreeftjes).

## Soorten
- Trisulcoentomozoe subelliptica Wang (Shang-Qi), 1989 †
- Trisulcoentomozoe trisulcata Wang (Shang-Qi), 1989 †